# Kunsthars
Een kunsthars is een synthetische stof die dezelfde kenmerken heeft als een natuurlijke hars: het is gietbaar, zacht maar goed hechtend. Kunstharsen zijn vaak thermoplastisch, licht vervormbaar en meestal goed isolerend. Ze worden gebruikt als isolatiemateriaal, en, sinds de productie van kunstharsen flink gestegen is, ook als bouwstof. De eerste en bekendste kunsthars was bakeliet, een fenolhars. Andere kunstharssoorten zijn alkydhars, polyurethaanhars en epoxyhars.
Natuurlijke harsen komen met name voor in bomen, en hebben als functie het dichten van beschadigingen van de bast. Natuurlijke harsen worden onder invloed van zuurstof hard, bij de kunstharsen bepaalt de temperatuur vaak de fase van de stof.